# Mimoides xynias
Mimoides xynias är en fjärilsart som först beskrevs av William Chapman Hewitson 1875.  Mimoides xynias ingår i släktet Mimoides och familjen riddarfjärilar. Inga underarter finns listade i Catalogue of Life.

## Bildgalleri

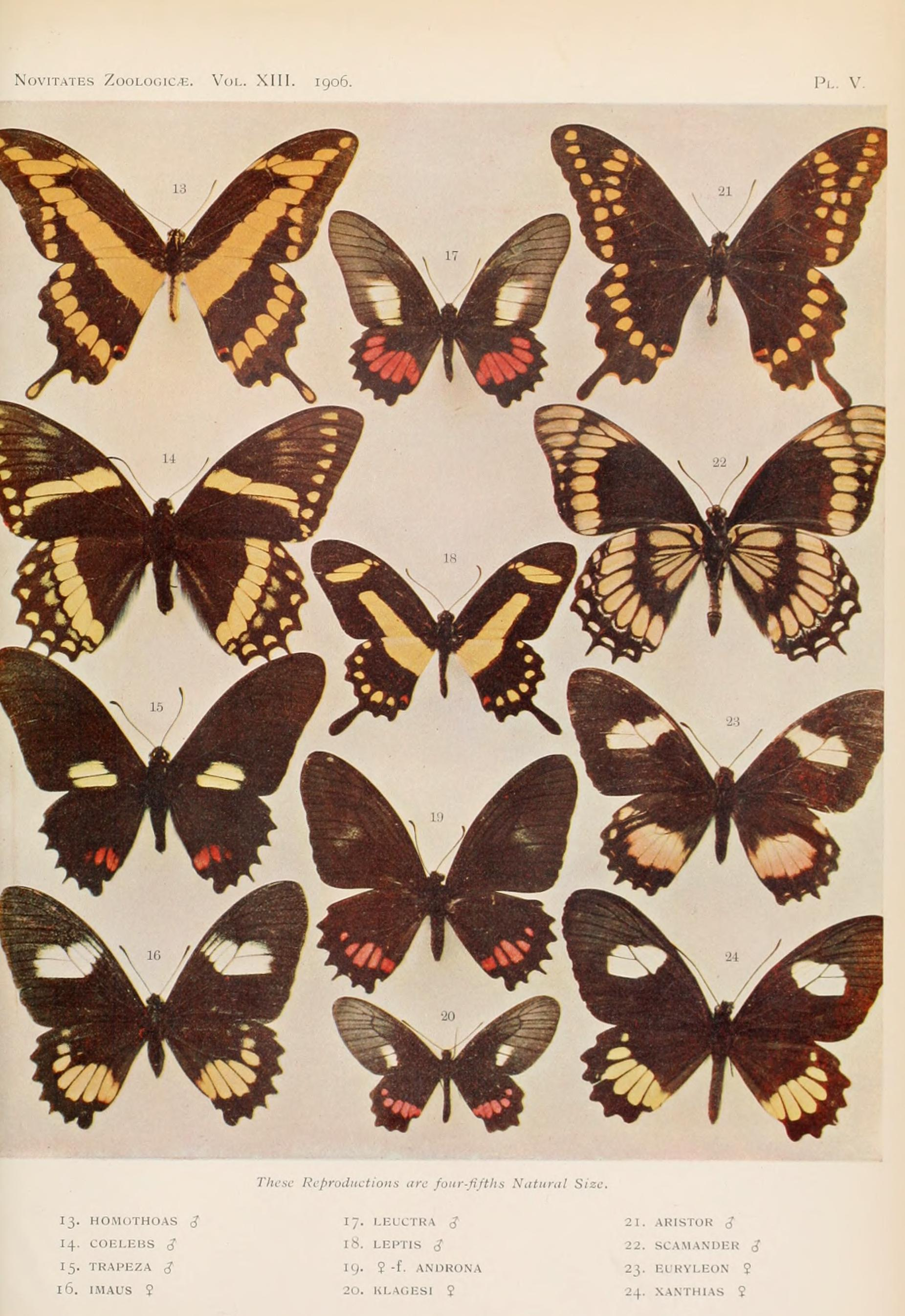